# Красозов, Иван Павлович
Красозов Иван Павлович (23 февраля 1910, Мангуш, Екатеринославская губерния — 5 сентября 1978, Донецк) — советский горный инженер, главный инженер комбината «Сталинуголь», Герой Социалистического Труда (1948).

## Биография
Родился в 1910 году в селе Мангуш (сейчас — пгт) Першотравневого (сейчас — Мангушского) района Донецкой области, в крестьянской семье. Грек.
Учился в неполной средней школе, работал в колхозе. В 1930 году окончил курсы по подготовке в ВУЗ.
В 1937 году окончил Днепропетровский горный институт. Трудовую деятельность начал инженером на шахте «Красная звезда» треста «Чистяковантрацит». Через несколько лет был назначен главным инженером треста.
В годы Великой Отечественной войны, в период временной оккупации Донбасса, был в эвакуации. Работал главным инженером треста в Кузбассе, в городе Ленинск-Кузнецкий.
После освобождения вернулся в Донбасс. В 1943 году был назначен управляющим трестом «Зуевантрацит». В сложных условиях предложил не просто восстанавливать разрушенное войной шахтное хозяйство, а провести модернизацию и реконструкцию. По его предложению была проведена полная реконструкция шахт «Контарная», «Анна» и «Виктория», они были превращены в высокомеханизированные угольный предприятия. Наряду с этим форсировалось строительство и пуск мелких шахт, способных быстрее дать антрацит, так нужный фронту. В августе 1945 года трест «Зуевантрацит» первым в области вышел на уровень довоенной добычи угля.
В 1947 году был выдвинут на ответственный пост главного инженера комбината «Сталинуголь». Приложил много усилий к упорядочению горных работ, механизации подготовительных работ путём внедрения погрузочных машин. Лично руководил испытанием первого образца угольного комбайна «Донбасс». К 1948 году шахты треста превзошли довоенный уровень механизации основных процессов добычи угля. Это способствовало досрочному выполнению комбинатом государственного годового плана.
Указом Президиума Верховного Совета СССР от 28 августа 1948 года за выдающиеся успехи в деле увеличения добычи угля, восстановления и строительства угольных шахт и внедрение передовых методов работы, обеспечивающих значительный рост производительности труда, Красозову Ивану Павловичу присвоено звание Героя Социалистического Труда с вручением ордена Ленина и золотой медали «Серп и Молот».
В дальнейшем работал главным инженером треста «Луганскуголь», а затем начальником комбината «Донецкуголь». С 1963 года работал в научно-исследовательском институте.
Умер 5 сентября 1978 года в Донецке.

## Награды
Награждён двумя орденами Ленина, тремя орденами трудового Красного Знамени, многими медалями, а также знаком «Шахтёрская слава» 3-х степеней. Удостоен звания «Заслуженный шахтёр УССР».

## Память
В селе Мангуш именем героя-земляка назван сквер.